# Theobroma cacao

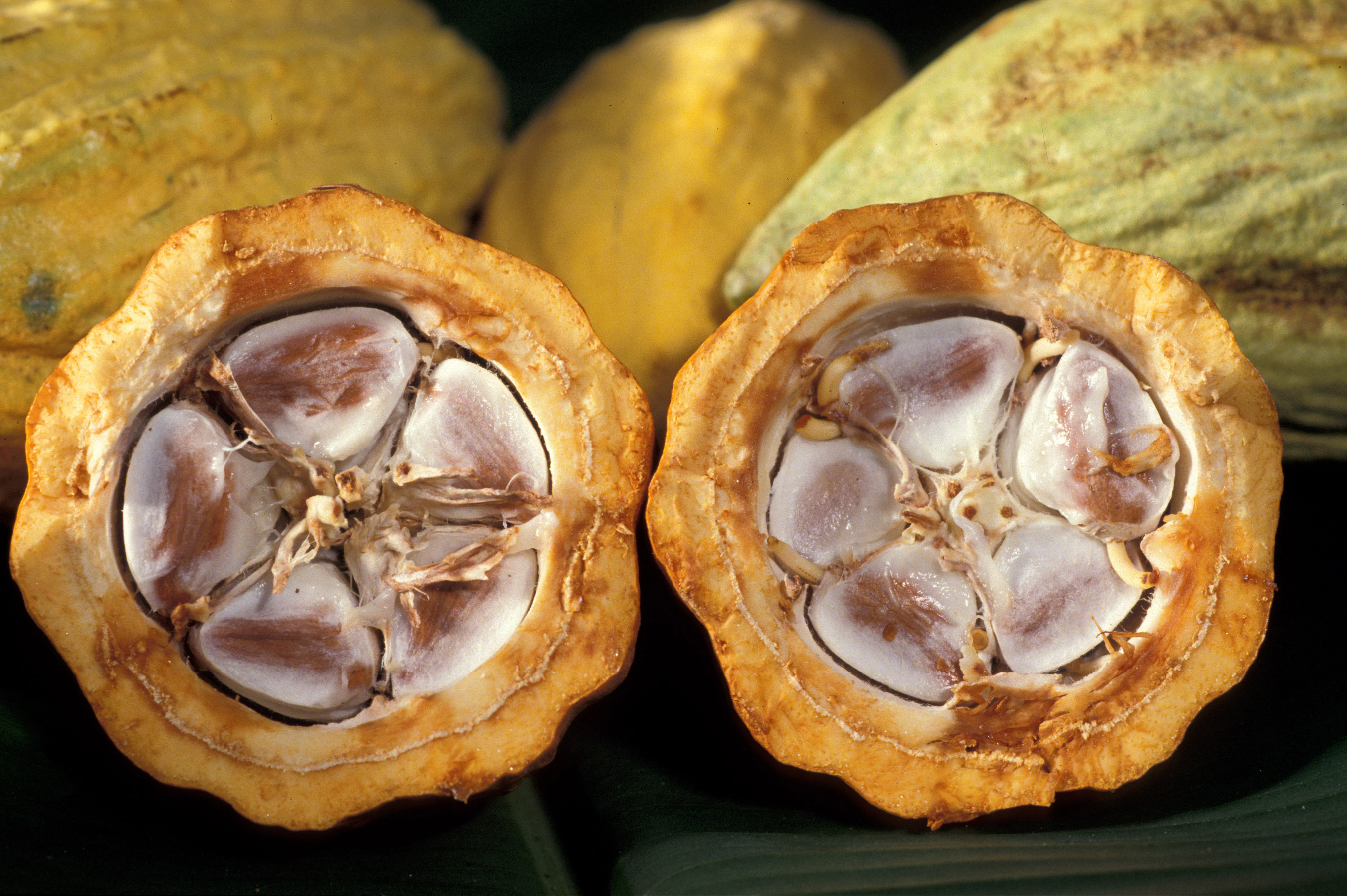
Fruto del cacao, sección transversal. Se observan las semillas en su interior.

Theobroma cacao es el nombre científico que recibe el árbol del cacao o cacaotero, nativo de regiones tropicales subtropicales de América del sur: América tropical, planta de hoja perenne de la familia Malvaceae. Theobroma significa, en griego, «alimento de los dioses». La palabra cacao se cree que viene de los lenguajes de la familia mixe-zoque que habrían hablado los olmecas. En maya yucateco, kaj significa amargo y kab significa jugo. Alternativamente, algunos lingüistas[¿quién?] proponen la teoría de que en el correr del tiempo pasó por varias transformaciones fonéticas que dieron paso a la palabra cacaoatl, la cual evolucionó después a cacao.

## Descripción
El árbol de cacao necesita de humedad y de calor. Es de hoja perenne y siempre se encuentra en floración, crece entre los 5 y los 10 m de altura. Requiere sombra (crecen a la sombra de otros árboles más grandes como Inga edulis y platanero), protección del viento y un suelo rico y poroso, pero no se desarrolla bien en las tierras bajas cálidas. Su altura ideal es, más o menos, a 400 m s. n. m. El terreno debe ser rico en nitrógeno, magnesio y en potasio, y el clima húmedo, con una temperatura entre los 20 °C y los 30 °C.
Árbol de pequeña talla, perennifolio, de 4 a 7 m de altura si es cultivado, en su forma silvestre puede crecer hasta 20 m. Hojas grandes, alternas, colgantes, elípticas u oblongas, de punta larga, ligeramente gruesas, margen liso, cuelgan de un pecíolo. El tronco generalmente es recto, las ramas primarias se forman en verticilos terminales con tres a seis ramillas y al conjunto se le llama "molinillo". Es una especie cauliflora, es decir, las flores aparecen insertadas sobre el tronco o las viejas ramificaciones. Corteza de color castaño oscuro, agrietada, áspera y delgada. Flores en racimos a lo largo del tronco y de las ramas, de color rosa, púrpura y blanco en forma de estrella. El fruto es una baya grande comúnmente denominada "mazorca", carnosa, oblonga a ovada, de color amarilla o purpúrea, de 15 a 30 cm de largo por 7 a 10 cm de grueso, puntiaguda y con canales longitudinales, cada mazorca contiene en general entre treinta y cuarenta semillas incrustadas en una masa de pulpa desarrollada de las capas externas de la testa.
El fruto se vuelve rojo o amarillo purpúreo y pesa aproximadamente 450 g cuando madura (de 15 a 30 cm de largo por 7 a 12 de ancho). Un árbol comienza a rendir cuando tiene cuatro o cinco años. En un año, cuando madura, puede tener 6000 flores pero solo veinte maracas. A pesar de que sus frutos maduran durante todo el año, normalmente se realizan dos cosechas: la principal (que empieza hacia el final de la estación lluviosa y continúa hasta el inicio de la estación seca) y la intermedia (al principio del siguiente periodo de lluvias), y son necesarios de cinco a seis meses entre su fertilización y su recolección.

## Cultivo del cacao
En la actualidad, Costa de Marfil es el mayor productor de cacao del mundo, seguido por Ghana. Estos dos países del oeste africano constituirían hasta el 66% de la producción de cacao mundial. En varias investigaciones realizadas en dichos países, se han demostrado multitud de casos relacionados de esclavismo, trata de personas y explotación infantil. Muchas asociaciones activistas han querido concienciar sobre las injusticias detrás del chocolate, boicoteando a empresas productoras, como Cargill Cocoa u Olam International; o empresas vendedoras, como Nestlé y Hershey's. En julio de 2019, Ghana y Costa de Marfil llegaron a un acuerdo conjunto de fijar un precio mínimo para la venta de cacao, para dignificar la vida de sus trabajadores.
Otros grandes países productores de cacao son: Colombia, Indonesia, Ecuador, Camerún, Nigeria, Brasil, Perú y República Dominicana; siendo además este último líder de la producción de cacao orgánico a nivel mundial.

## Etimología decacao/cocoa

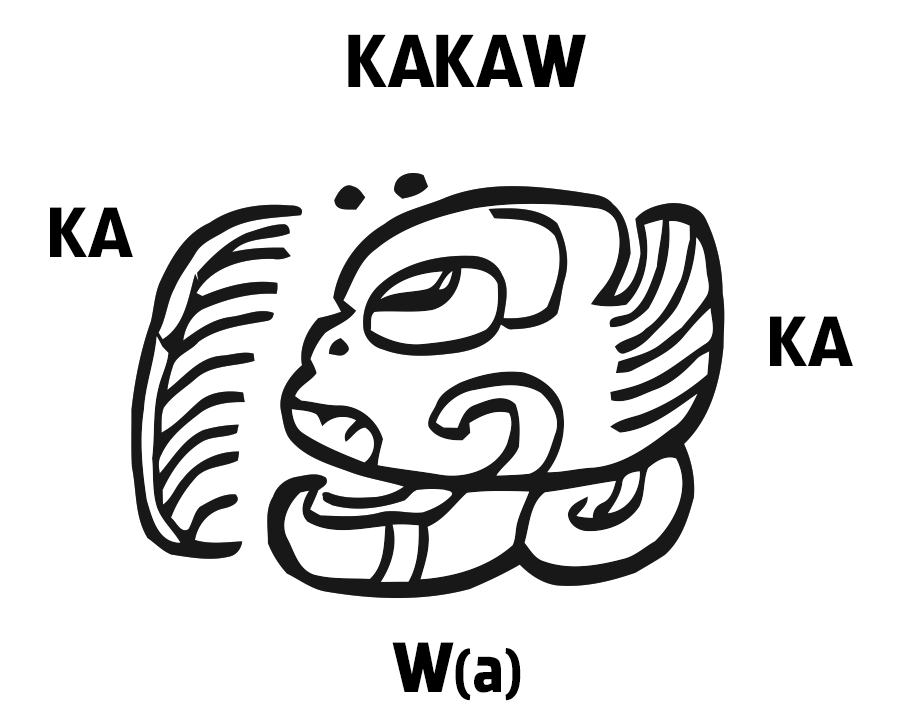
Glifo maya para el cacao

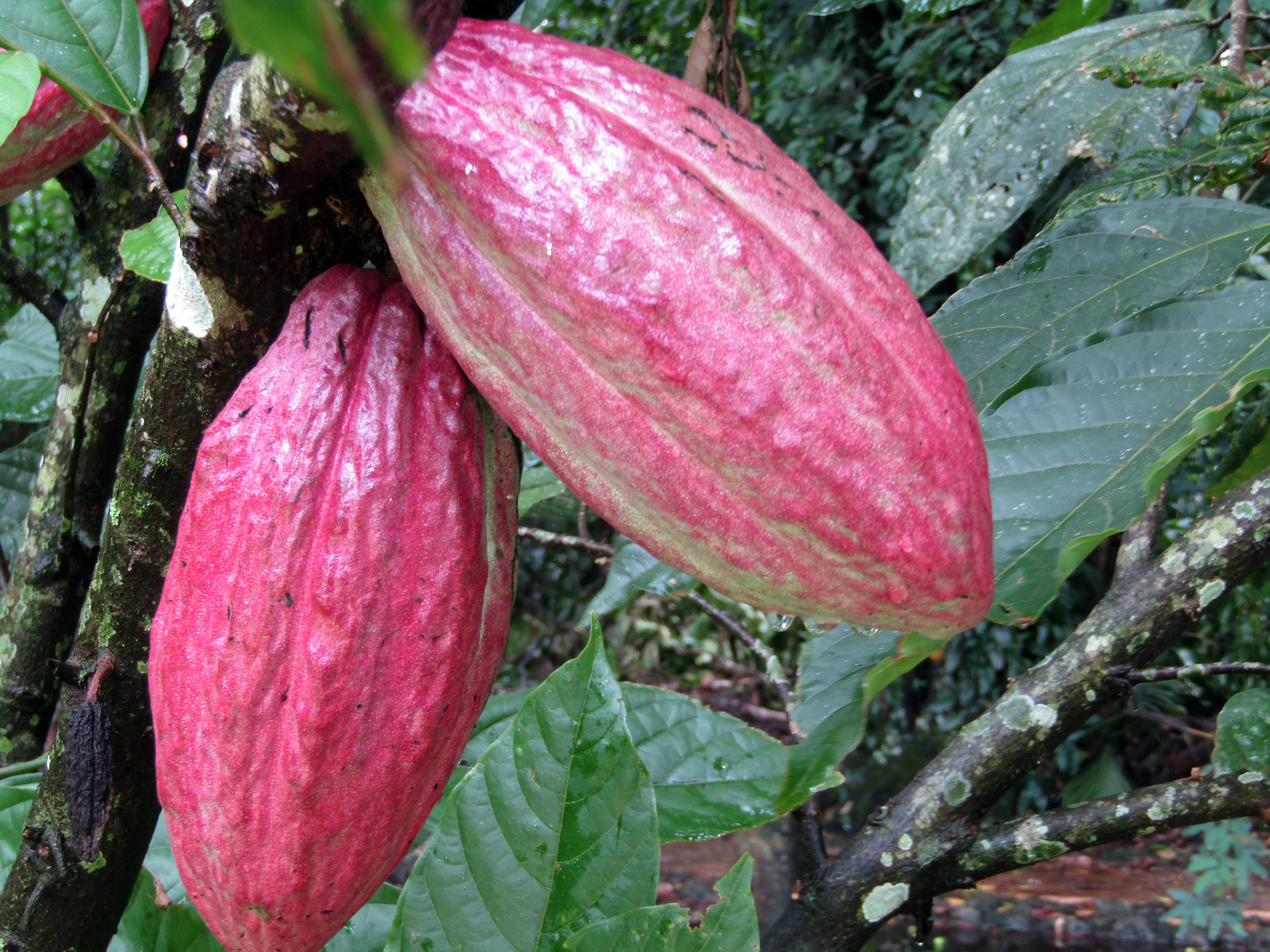
En Honduras, se encontró la evidencia arqueológica más antigua de la domesticación del cacao en el contexto mesoamericano.

La planta del cacao crece de manera silvestre en la cuenca del Amazonas y el vestigio más antiguo se halló al sur del Ecuador con un data de 5500 a. C. se teoriza que fue transportada en tiempos precolombinos a Mesoamérica por el ser humano, ya que no parece probable que cruzara naturalmente, debido a que interpone la fría cordillera de los Andes en el oeste o el selvático golfo de Urabá por el noreste. La primera evidencia del uso y domesticación del cacao se halló en el actual Puerto Escondido (actual Honduras), hace unos tres mil quinientos años. En este sentido, los lingüistas consideran que la palabra cacao pertenece originalmente a la familia mixe-zoque, que era la lengua que, según se teoriza, hablaban los olmecas.

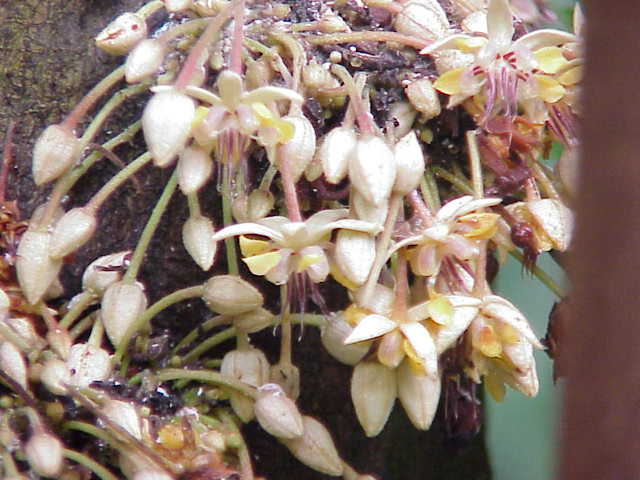
Detalle de las flores

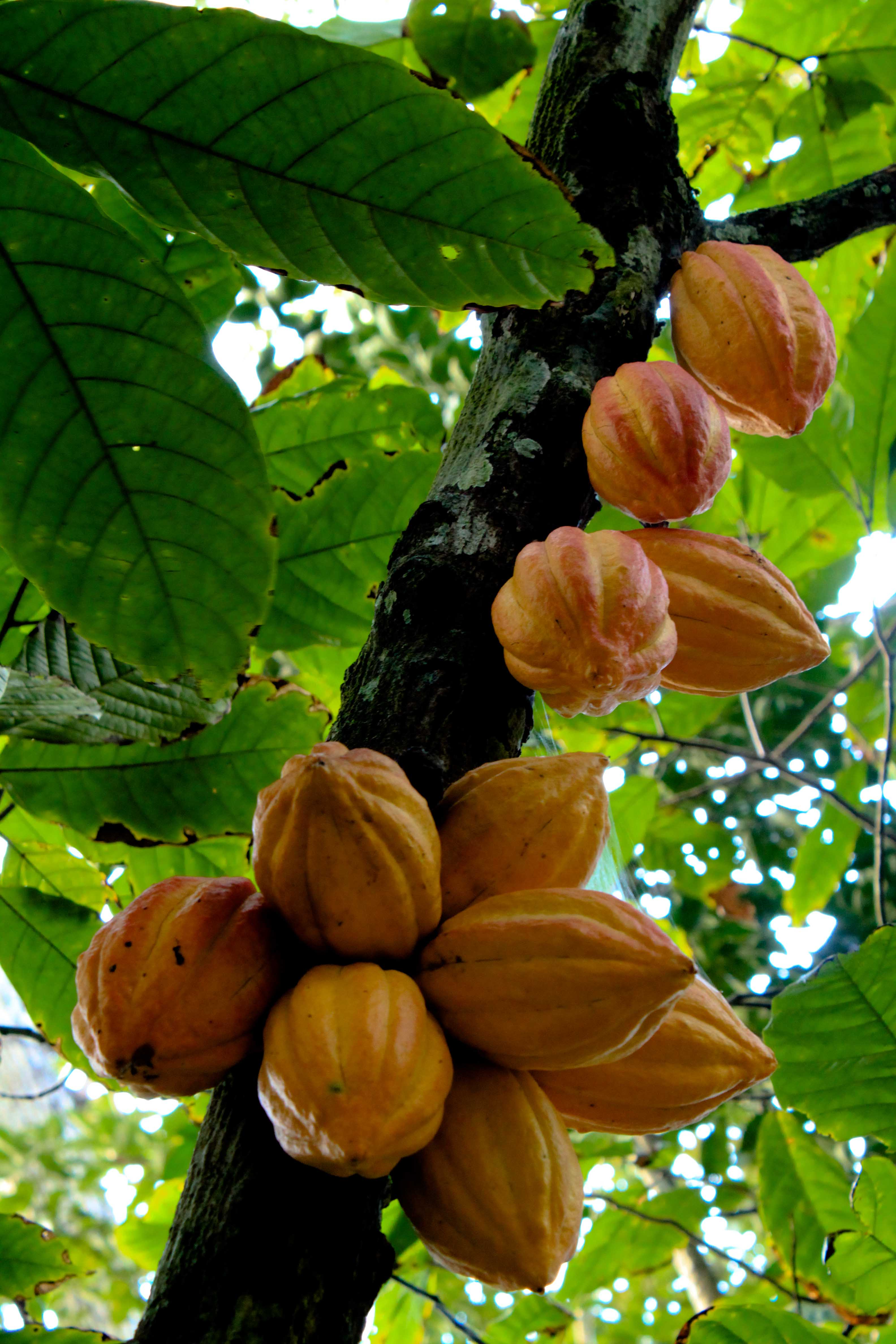
Frutos de cacao en el árbol

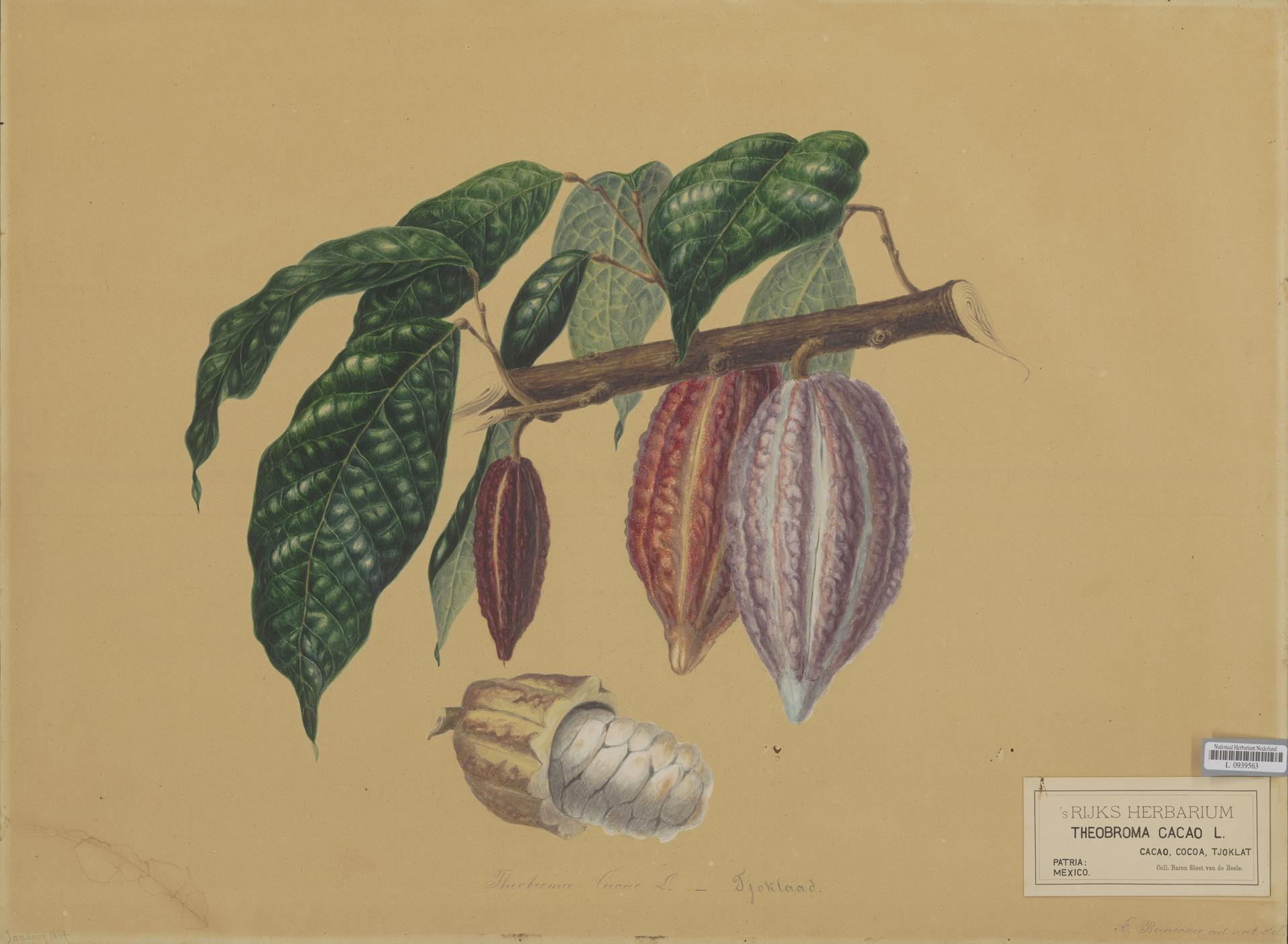
Theobroma cacao, frutos y semillas. A. Bernecker, 1864.

El origen de la palabra a pesar de ser discutido, podemos decir con certeza que pasó al español vía préstamo de la lengua náhuatl, donde el árbol era llamado cacahuacuahuitl y el fruto simplemente cacahuatl. Está palabra tempranamente dio origen a dos nahuatlismos; en primer lugar, la forma usual de escribirla en el siglo XVI era cacaoatl, de aquí comenzó a usarse de forma abreviada "cacao", quitándole la terminación "-atl"; y así pasó al castellano. La misma palabra original siguió usándose pero adquirió una escritura diferente, convirtiéndose en cacahuate; posteriormente esta palabra comenzó a usarse para referirse a otra planta (Arachis hypogaea) que originalmente en náhuatl se llamaba tlalcacahuatl y que en la actualidad es llamada simplemente cacahuate.
La palabra "cacao" pasó a la lengua inglesa como cocoa, para designar el principal ingrediente del chocolate (el cacao en polvo), posteriormente adquirió el significado del mismo chocolate. Apenas durante el siglo pasado se popularizó el anglicismo cocoa como sinónimo de "chocolate en polvo" en los países de habla hispana. Los indígenas Jirajara del Sur de Lago de Maracaibo, llamaban al cacao: espití, chiré y tiboo. Al envase o braserillo donde ingerían el producto ya elaborado lo llamaban: chorote. Ya el aventurero Genovés Galeotto Cey entre 1549-54 hace mención del caso. Este llegó con los Belzares a Venezuela en 1528.

## Otras acepciones
La palabra puede hacer referencia a tres conceptos muy relacionados entre sí:
1. Cacao puede referirse tanto al fruto del cacaotero, como las semillas contenidas en ese fruto.
2. Cacao es también el producto que resulta de la fermentación y el secado de esas semillas (o habas o maracas) del fruto del árbol del cacao.
3. Por último, se denomina además cacao al polvo seco que se obtiene moliendo los granos y extrayendo, total o parcialmente, la grasa o manteca de cacao.

## Estado de conservación
Es probable que esta planta haya sido domesticada en México. Se encuentra en su forma silvestre y cultivada. Se conoce poco sobre el flujo génico en las poblaciones silvestres. Ahora se cultiva en las regiones húmedas de ambos hemisferios. Costa de Marfil, Brasil, Malasia y Ghana son los principales exportadores de cacao. Han evolucionado tres tipos de cultivares de cacao: el Criollo desarrollado en el norte de Sudamérica y Centroamérica, el Forastero proveniente de la Cuenca Amazónica y el Trinitario localizado en Trinidad. Dada su alta producción, el tipo Forastero domina la producción mundial. El tipo Trinitario fue clasificado como un tipo de Forastero, es de origen reciente y puede ser reproducido artificialmente. Es probable que se trate de una población segregante que se originó de una cruza entre Forastero y Criollo y en el comercio es conocido como "cacao fino".

## La introducción del cacao a Mesoamérica, distribución y domesticación

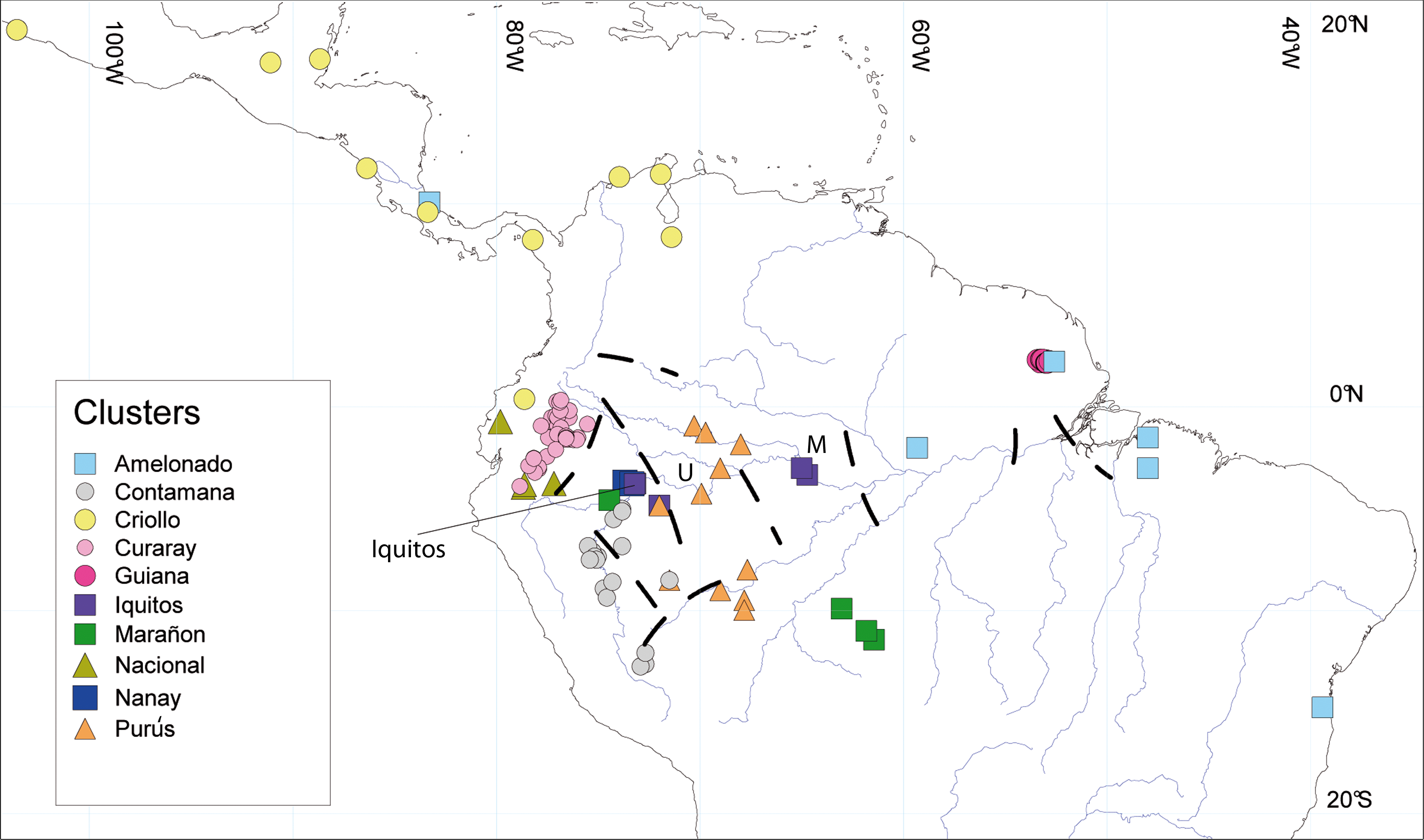
Genética de Theobroma cacao

La introducción del cacao a Mesoamérica también ha sido un tema de debate. Antiguamente gente de la costa de Ecuador, la cultura altamente calificada de Valdivia que se extendió desde 6400-3450 B.P. pudo haber influido en el desarrollo de las civilizaciones en Perú y Mesoamérica por comunicación marítima e intercambio de productos. Existía la hipótesis de que el cacao fue introducido a Mesoamérica por comerciantes de Valdivia a través de las rutas del Océano Pacífico Sin embargo, esto fue rápidamente rechazado por estudios moleculares que muestran claramente que el cacao Criollo en Mesoamérica vino de la cuenca del Lago de Maracaibo en Venezuela  a través de rutas interiores y apoyado por el hecho de que los colonialistas no encontraron la cosecha en las islas del Caribe en los años de la conquista.
Una vez que el cacao criollo llegó y se difundió en las sociedades precolombinas mesoamericanas, se convirtió en el principal producto agrícola durante siglos. Su cultivo se restringió principalmente a distritos específicos en las tierras bajas húmedas y cálidas del Golfo de México (Tabasco, México), Océano Pacífico (Soconusco, Chiapas, México; Suchitepéquez, Guatemala; e Izalco, El Salvador) y el Caribe (Valle de Sula, Honduras) costas interiores, Selva Lacandona (Chiapas, México) y la cuenca del Petén (Guatemala), donde se sometieron a cultivos intensivos de producción; adicionalmente, había cultivos semi-intensivos y productores menores de cacao en regiones dispersas desde las tierras bajas del norte de Colima, México hasta el sur de Quepos, Costa Rica. Las estimaciones dan cuenta de que las áreas productoras de cacao bajo el reino azteca enviaron anualmente al menos 22 toneladas de granos de cacao a la capital Tenochtitlan como tributo a los conquistadores españoles.
En el 2013, durante el III Encuentro Internacional de Arqueología Amazónica, celebrado en la capital de Ecuador, un equipo de arqueólogos ecuatorianos y franceses presentaron evidencias de que el cacao se cultivaba y se consumía hace apenas 1200-1500 años en la región de lo que actualmente es la provincia de Zamora Chinchipe, en la Amazonia Ecuatoriana, por la cultura mayo-chinchipe-marañón. En este estudio se encontró también abundante evidencia de intercambio comercial con las culturas de la costa,lo cual demuestra que su consumo y origen era proveniente del comercio con otras regiones más al norte pero la evidencia de su traslado desde las regiones del sureste mexicano supone la más antigua evidencia del uso del cacao como mercancía.
T. cacao está ampliamente distribuido desde el sureste de México hasta la cuenca del Amazonas. Originalmente había dos hipótesis sobre su domesticación; una decía que había dos focos de domesticación, uno en la zona de la Selva Lacandona de México y otro en las tierras bajas de Sudamérica. Sin embargo, estudios más recientes sobre los patrones de diversidad del ADN sugieren que no es así. En un estudio se tomaron muestras de 1241 árboles y se clasificaron en 10 grupos genéticos distintos. Este estudio también identificó áreas, por ejemplo alrededor de Iquitos en el actual Perú y Ecuador, donde los representantes de varios grupos genéticos se originaron hace más de 5.000 años, dando lugar al desarrollo de la variedad local cacao Nacional. Este resultado sugiere que aunque la especie del cacao es netamente de origen mexicano así como su domésticacion al llegar a la amazonia acá se diversificó y se desarrolló un cultivo local derivado del original entonces la variedad deT. cacao  fue muy apreciado probablemente por la pulpa que rodea a los granos, que se comen como aperitivo y se fermenta en una bebida ligeramente alcohólica. Utilizando las secuencias de ADN y comparándolas con los datos derivados de los modelos climáticos y las condiciones conocidas adecuadas para el cacao, un estudio refinó el punto de vista de la domesticación en nuestra región, vinculando el área de mayor diversidad genética del cacao a una zona en forma de frijol que abarca Ecuador, la frontera entre Brasil y Perú y la parte sur de la frontera entre Colombia y Brasil. Los modelos climáticos indican que en el punto álgido de la última glaciación, hace 21 00 años, cuando el hábitat adecuado para el cacao era más reducido, esta zona seguía siendo adecuada, por lo que constituyó un refugio para la especie.
El cacao crece bien como planta de sotobosque en los ecosistemas forestales húmedos. Lo mismo ocurre con los árboles cultivados abandonados, por lo que es difícil distinguir los árboles verdaderamente silvestres de aquellos cuyos padres pueden haber sido cultivados originalmente, sin embargo la mayor diversidad genética del cacao en el mundo proviene de las selvas mexicanas donde se puede hallar numerosas plantas creciendo y prosperando de manera silvestre lo cual da testimonio de su enorme variabilidad genética, siendo así muy importante su conservación como recurso genético y para poder desarrollar futuros cultivos más resistentes y productivos, situación que deja en un estado de alta precariedad al cacao silvestre por la rápida destrucción de las selvas y por la nula protección de estos hábitats naturales sumado a la desinformación que lleva a algunos a diezmar los montes para sembrar otros cultivos.
El Cacao se encuentra en estado natural en los pisos inferiores de las selvas húmedas y prospera mejor entre los 18.º N y 15.º S del Ecuador a una altitud inferior a 1,250 m. Crece en topografía plana u ondulada. Llega a crecer en terrenos que sobrepasan el 50% de pendiente, en cañadas, a orilla de arroyos. Exige temperaturas medias anuales elevadas con fluctuaciones pequeñas, una gran humedad y una cubierta que le proteja de la insolación directa y de la evaporación. La precipitación debe ser de 1 300 a 2 800 mm por año con una estación seca corta, menor de dos meses y medio. El clima debe ser constantemente húmedo, con temperatura media diaria entre 20 y 30 °C, con una mínima de 16 °C. Para su pleno desarrollo exige suelos profundos, fértiles y bien drenados. Especie primaria, que desarrolla en sombra de árboles más grandes pues requiere protección para su desarrollo normal y producción. Comparte el segundo y tercer estrato de las selvas tropicales.

## Variedades de cacao

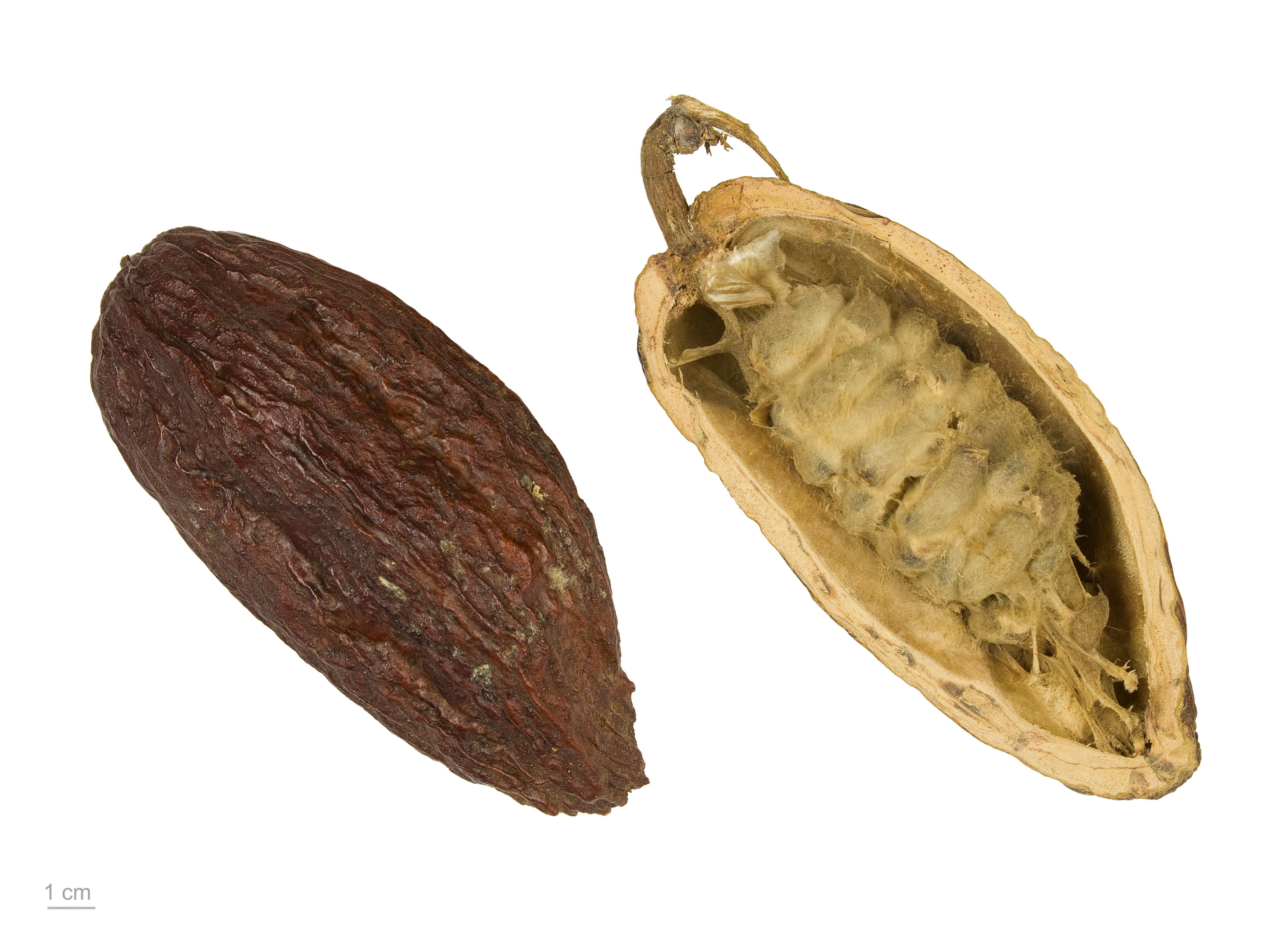
Theobroma cacao

Theobroma cacao fue descrita por Carlos Linneo y publicado en Species Plantarum 2: 782, en el año 1753.
Las variedades aceptadas son:
- Theobroma cacao f. pentagonum (Bernoulli) Cuatrec.
- Theobroma cacao subsp. sphaerocarpum (A.Chev.) Cuatrec.

Tradicionalmente existen tres variedades principales de cacao: Criollo, Trinitario y Forastero. Utilizando el mapa genético del cacao las investigaciones más recientes indican que hay por lo menos diez familias principales de cacao.
- El criollo se cultiva en Ecuador, Perú, Venezuela, Honduras, Colombia, El Salvador, Nicaragua, Guatemala, Trinidad, Bolivia, Paraguay, Jamaica, México, Granada, República Dominicana y en el resto del Caribe, en la zona del océano Índico y en Indonesia. Es un cacao reconocido como de gran calidad, de escaso contenido en tanino, reservado para la fabricación de los chocolates más finos. El árbol es frágil y de escaso rendimiento. El grano es de cáscara fina, suave y muy aromático. Representa, como mucho, el 10% de la producción mundial. Un ejemplo de la variedad criolla es el cacao Ocumare proveniente del Valle de Ocumare de la Costa, Venezuela, que está considerado por algunos expertos entre los mejores del mundo.

- El forastero o campesino: originario de la alta Amazonia. Se trata de un cacao normal, con el tanino más elevado. Una variedad es la más cultivada en África. El grano común tiene una cáscara gruesa, es resistente y poco aromático. Para neutralizar sus imperfecciones, requiere un intenso tueste, de donde proceden el sabor y el aroma a quemado de la mayoría de los chocolates. Los mejores productores usan granos forastero en sus mezclas, para dar cuerpo y amplitud al chocolate, pero la acidez, el equilibrio y la complejidad de los mejores chocolates proviene de la variedad criolla. Otra variedad de forastero de gran calidad y aroma conocido y muy apreciado mundialmente es el llamado cacao Nacional Fino de Aroma, o también conocido como Cacao Arriba proveniente de Ecuador.[33]

- Los híbridos, producto de la mezcla entre criollo y forastero. Una especia híbrida es el cacao trinitario cuya calidad es más próxima al del forastero. Como su nombre sugiere, es originario de Trinidad donde, después de un terrible huracán que en 1727 destruyó prácticamente todas las plantaciones de la Isla, surgió como resultado de un proceso de cruce. De este modo, heredó la robustez del cacao forastero y el delicado sabor del cacao criollo, y se usa también normalmente mezclado con otras variedades. Como ejemplo de un trinitario tenemos al Carenero Superior, de Barlovento, al este de Caracas, en el estado de Miranda, Venezuela. El Cacao Castro Naranjal, variedad registrada por el científico ecuatoriano Homero Castro Zurita, es el cacao de mayor productividad según el Ministerio de Agricultura de Ecuador.[34][35]

### Partes del cacao
La principal utilidad del fruto del cacao es la producción de polvo de cacao y grasa o manteca de cacao, ambos utilizados fundamentalmente para la producción de chocolate. Dos terceras partes de cacao producidas a nivel mundial se utilizan para realizar este producto.
Del cacao se extraen productos como el cacao en polvo que es seco y de color café oscuro, tiene el sabor característico del cacao. Es amargo y es libre de impurezas, olores o sabores extraños. Además de utilizarse en la producción de chocolate se usa para aromatizar galletas, pasteles, bebidas y gran variedad de postres.
También se extrae la manteca de cacao, conocida como aceite de theobroma, es la grasa natural comestible del haba del cacao, extraída durante el proceso de fabricación del chocolate y el polvo de cacao. Es utilizada por la industria farmacéutica para la producción de medicamentos; por la industria de los cosméticos para la fabricación de productos de belleza (limpiadores de la piel, mascarillas, etc.), así como para la producción de jabones.
A partir de la pulpa del cacao se pueden elaborar bebidas, algunas con alcohol. Finalmente la cáscara del fruto es aprovechada para hacer infusiones e incluso se utiliza para la alimentación animal, y con su jugo se pueden confeccionar mermeladas.

## Cosecha y transformación del cacao

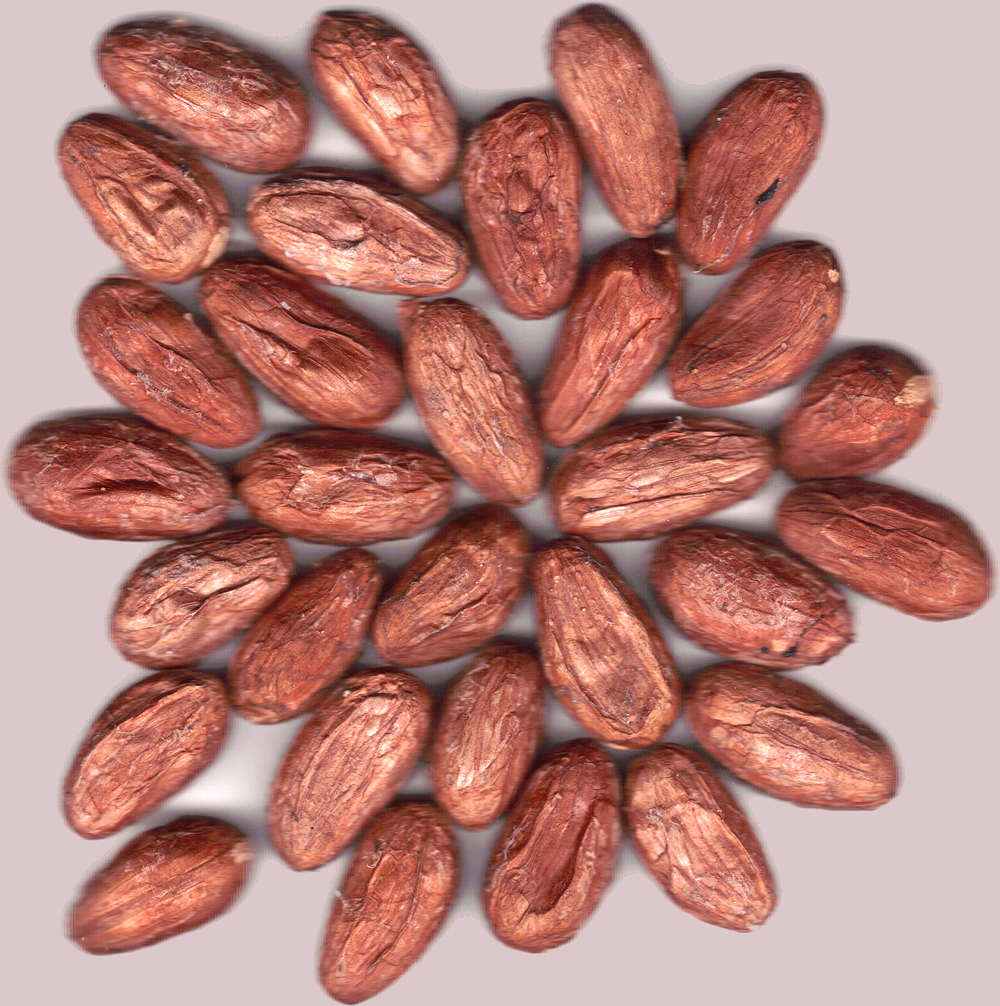
Semillas de cacao con las que se fabrica chocolate

El cacao tiene una corteza rugosa de casi 4 cm de espesor. Está rellena de una pulpa rosada viscosa, dulce y comestible, que encierra de treinta a cincuenta granos largos (blancos y carnosos) acomodados en filas en el enrejado que forma esa pulpa. Los granos o habas del cacao tienen la forma de las judías: dos partes y un germen rodeados de una envoltura rica en tanino. Su sabor en bruto es muy amargo y astringente.
En algunas regiones, la recolección del cacao se lleva a cabo durante todo el año, aunque sobre todo entre los meses de mayo a diciembre. En otras partes del mundo, África occidental por ejemplo, la cosecha principal se recolecta entre septiembre y febrero.
- Guiándose por el color de la vaina y por el sonido que hace su interior al ser ligeramente golpeado, el recolector sabe cuándo ha llegado el momento de la cosecha. Tan pronto como las mazorcas maduran, los llamados tumbadores, con una hoz o con un cuchillo especial tipo hoz fijado sobre una pértiga, cortan el pedúnculo de la mazorca, teniendo cuidado de no dañar las flores y los brotes cercanos. Después se corta el fruto con el machete en sentido transversal.
- Se cortan las vainas sin estropear las semillas. Estas se sacan con un utensilio en forma de cuchara con la pulpa que las rodea, y se disponen en un montón cónico sobre una base de hojas de plátano. Luego se enrollan las hojas de la base y se añaden otras hojas grandes para envolver los montones completamente. Así se inicia el proceso de fermentación, que dura entre tres y siete días según el sabor que ellos quieren.

### Proceso biológico: la fermentación
Las bacterias y levaduras presentes en el aire se multiplican en la pulpa que rodea los granos por su concentración de azúcares y esta se descompone formando un líquido ácido y alcohol. Esto aumenta la temperatura del montón y unas transformaciones tienen lugar en el interior de cada grano. Su color cambia del púrpura al marrón chocolate y el olor a cacao empieza a manifestarse. La fermentación a veces se omite, habiendo plantadores y fabricantes a favor y en contra de ello. El objetivo de esta fermentación es doble: primero, la pulpa genera ácido acético que se evapora y la semilla se hincha, hasta parecerse a una almendra gruesa de color marrón. Segundo, se reduce el amargor y la astringencia, y se desarrollan los precursores del aroma. La calidad de los granos depende de este proceso de fermentación. Si es excesivo, el cacao puede arruinarse; si es insuficiente, puede adquirir un sabor de patatas crudas y son atacados por los hongos.
A continuación, se extienden los granos y, mientras se rastrillan constantemente, se desecan. En las grandes plantaciones, esto se hace con enormes bandejas, tanto en el exterior para que actúen los rayos del sol, como en cobertizos mediante calor artificial. El peso de los granos disminuye con este proceso una cuarta parte de su peso original.
En zonas rurales, cientos de toneladas se secan en pequeñas bandejas o en cueros, con aves de corral, cerdos, perros y otros animales errando a sus anchas. En algunos casos, en ciertas regiones de América se practica todavía la danza del cacao: los nativos descalzos pisan y caminan sobre los granos y, de vez en cuando, durante la "danza" se rocía sobre los granos arcilla roja con agua para obtener un mejor color, pulido y protección contra los hongos durante el viaje a las fábricas de los países industrializados, donde se someterá a las transformaciones encaminadas a obtener finalmente el chocolate.

### Torrefacción, descascarillado, desgrasado
El cacao sigue un proceso de torrefacción que afina más los aromas y reduce su astringencia y sabor amargo. Se le separa de la cascarilla y así los granos (almendras o habas) ya están listos para ser desmenuzados (los nibs). Por molturacón se obtiene una pasta llamada licor o pasta de cacao con alrededor de un 55% de manteca. Mediante presión en las prensas se extrae una gran parte de la manteca de cacao, la fracción grasa que posteriormente se utilizará para la fabricación del chocolate. Así, la fracción que queda una vez separada la manteca de cacao es la torta de cacao, que conserva una proporción residual de manteca, por lo general entre 10 y 20%, según los usos a los que se vaya a destinar cada cacao. Mediante molturación la torta da lugar al cacao magro o desgrasado en polvo.

### Cacao natural y cacao alcalinizado
El cacao, sin un tratamiento posterior es ligeramente ácido (pH 5-6) de color rojizo y sabor algo astringente. Se le denomina cacao natural. Para algunas aplicaciones que requieren un sabor más achocolatado, una mayor solubilidad, y un color más oscuro (que puede llegar al negro en algunos productos como en ciertas galletas) se le somete a un proceso de alcalinización. A través de una solución de carbonato de potasio, alta temperatura y presión, el cacao resultante recibe el nombre de cacao alcalinizado. En el proceso de alcalinización una parte mayoritaria de las catequinas que son responsables de la función vasodilatadora de los flavanoles del cacao, se transforman en taninos. De esta forma el cacao alcalinizado disminuye su efecto vasodilatador y antioxidante que tiene el cacao natural.

## Países productores

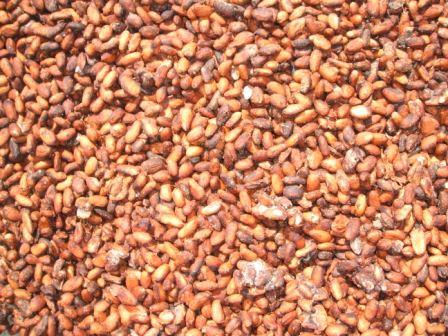
Semillas de cacao

El cacao se cultiva principalmente en África del Oeste, América Central, Sudamérica y Asia. Según la producción anual, recogida por la UNCTAD para el año agrícola 2005/06, los ocho mayores países productores del mundo son (en orden descendente) Costa de Marfil (38%), Ghana (19%), Indonesia (13%), Nigeria (5%), Brasil (5%), Camerún (5%), Ecuador (4%) y Malasia (1%). Estos países representan el 90% de la producción mundial.
Los principales productores son también los mayores exportadores, con excepción de Brasil y Malasia cuyo consumo interno absorbe la mayor parte de su producción. En América Latina, por ejemplo, las exportaciones de cacao de República Dominicana superan a las de Brasil.
- América del Norte: Estados Unidos (Hawái y Puerto Rico), y México
- América Central: Costa Rica, El Salvador, Guatemala, Honduras, República Dominicana, Panamá, Jamaica, Nicaragua, Granada y las Antillas.
- América del Sur: Brasil, Ecuador, Bolivia, Colombia, Perú, Venezuela, Paraguay y Argentina (Misiones, Jujuy y Formosa).
- África: Camerún, Costa de Marfil, Ghana, Nigeria, y Santo Tomé y Príncipe.
- Asia: Filipinas, Indonesia (Java y Sumatra, principalmente), India, Tailandia, Sri Lanka y Malasia.
- Oceanía: Samoa, Islas Salomón y Nueva Guinea.

| Principales productores de cacao (2018) (toneladas) | Principales productores de cacao (2018) (toneladas) |
| --------------------------------------------------- | --------------------------------------------------- |
| Costa de Marfil                                     | 1.963.949                                           |
| Ghana                                               | 947.632                                             |
| Indonesia                                           | 593.832                                             |
| Nigeria                                             | 332.927                                             |
| Camerún                                             | 307.867                                             |
| Brasil                                              | 239.387                                             |
| Ecuador                                             | 235.182                                             |
| Perú                                                | 134.676                                             |
| República Dominicana                                | 85.139                                              |
| Colombia                                            | 52.743                                              |
| Sierra Leona                                        | 50.150                                              |
| Papúa Nueva Guinea                                  | 44.757                                              |
| Togo                                                | 41.235                                              |
| México                                              | 28.399                                              |
| Uganda                                              | 27.789                                              |
| Venezuela                                           | 25.137                                              |
| Guinea                                              | 20.700                                              |
| India                                               | 17.333                                              |
| Haití                                               | 13.347                                              |
| Guatemala                                           | 12.042                                              |

Fuente

### En México

#### El cacao en la economía de México
Del cultivo de esta planta, dependen directamente más de 46 000 productores y 197 100 sin considerar a los jornaleros que se contratan eventualmente en los municipios que lo cultivan. Además de que es un generador importante de empleos e ingresos en la población en las fases productiva y de transformación.
La comercialización del cacao da inicio cuando los productores cosechan el producto, está se puede dar de dos formas dependiendo del tamaño del productor, es decir, sí el resultado de la producción es micro se suele enviar a los centros de acopio ubicados en la región o a través de comercializadores intermediarios. Si se trata de una producción macro, se tiene la posibilidad de enviar su mercancía a los centros de recolección privados, esto se refiere a los centros de industrias procesadoras.
Los comercializadores a su vez venden el producto a los compradores industriales, los cuales lo procesarán para convertirlo en chocolates, pasta, cocoas, jabones, cosméticos, etc.
Todas las industrias presentan diferentes niveles de desarrollo tecnológico, desde maquinaria obsoleta hasta plantas modernas. Sus diferencias son marcadas por múltiples aspectos como:
- El mercado que atienden, nacional, regional o local.
- La capacidad administrativa, moderna, tradicional o familiar.
- El grado de especialización o diversificación: chocolates de amplio consumo o especiales —cocoas, coberturas, orgánicos, etc.—.
- Las mezclas de cacao que utilizan ya sea fermentado o lavado.

#### Producción de cacao y problemática
Los problemas derivados del bajo rendimiento del producto, la falta de tecnificación y la escasez de programas de apoyo al campo han hecho que el cacaocultor se vea incapacitado para competir internacional y nacionalmente.
La falta de producto nacional, ha generado que los fabricantes y comercializadores de cacao busquen nuevas fuentes de abastecimiento y que prefieran la importación del cacao.
En los últimos años se ha observado un gran desinterés en esta materia prima por parte de las nuevas generaciones, lo que pone en riesgo la producción y disminuyen considerablemente las áreas de cultivo. Enfermedades, sequías y huracanes, son los principales problemas ambientales que persiguen a la producción del cacao en México.

### En Colombia
En el año 2007, los campesinos de Pauna, San José de Borbur, Otanche, Santander y otros de la región occidental del departamento de Boyacá convocaron a un paro por la voluntad del Gobierno de llevar a cabo aspersión aérea de glifosato contra los cultivos ilícitos. Una de las alternativas que proponían era el apoyo integral para la sustitución de cultivos. Como resultado del diálogo se les otorgó semillas de cacao y respaldo técnico por parte de agrónomos. Tres años después la Oficina de Naciones Unidas contra la Droga y el Delito declaró esta región como la primera 100% libre de coca en el país.
En el 2014 una muestra proveniente de Pauna ganó el premio "Cacao de Oro" de la Federación Nacional de cacaoteros y participó en el Salón del Chocolate de París. Para ese año las exportaciones colombianas de cacao registraron un aumento del 15,5% frente al 2013, con ventas por casi US$11 millones. Para entonces las exportaciones de cacao colombiano registraron un comportamiento creciente en esos últimos 3 años, según información del Ministerio de Comercio, Industria y Turismo con datos del Departamento Administrativo Nacional de Estadística.

## Apuntes históricos

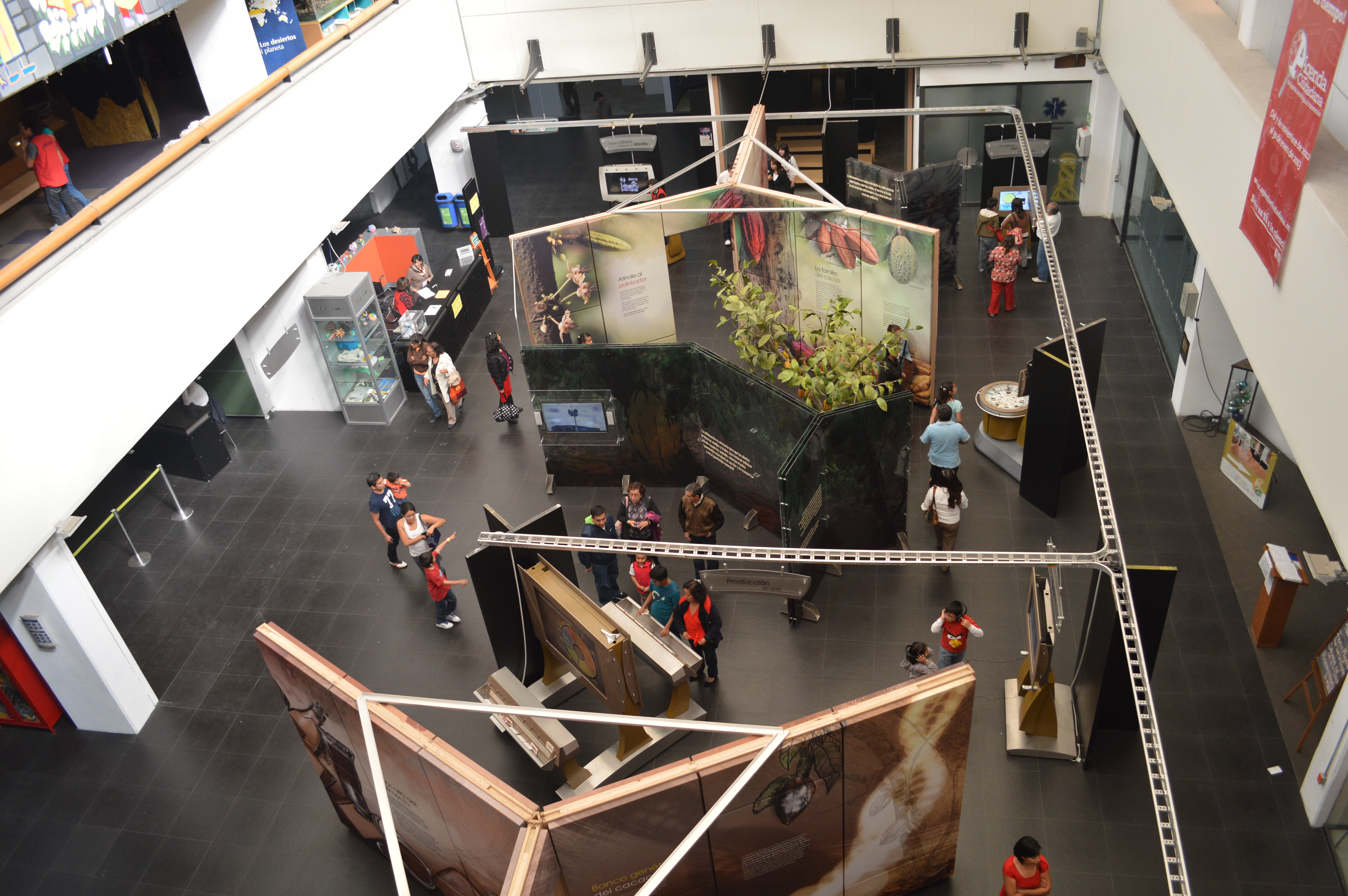
Exposición sobre cacao en el museo Universum de la Ciudad de México

Los primeros árboles del cacao crecían de forma natural a la sombra de las selvas tropicales de las cuencas del Amazonas y del Orinoco, hace unos cuatro mil años. Los primeros cultivadores del cacao en Centroamérica, se encontraban en el actual Puerto Escondido, en el departamento de Atlántida (Honduras), y se cree que su cultivo pudo haber empezado en el año 1100 a. C. A la temporada de la civilización olmeca, cerca de 900 a. C. es probable que la siembra de cacao fue extendiéndose en Mesoamérica.
Los olmecas fueron los primeros que domesticaron y utilizaron el cacao, aproximadamente entre los años 1500 a. C.-400 a. C., pero fueron los mayas quienes comenzaron a valorarlo.
En 2006, el investigador John Henderson, de la Universidad de Cornell realizó un estudio donde encontró que los vestigios más antiguos sobre el uso del cacao como bebida se situaban mil cien años antes de Cristo.
Sin embargo, estudios posteriores realizados por investigadores mexicanos del Instituto Nacional de Antropología e Historia (INAH), de las universidades de Columbia, Arizona, Yale, Wisconsin y Kennesaw, señalan que existen evidencias del consumo de cacao como bebida en el periodo formativo (1900-900 a. C.), es decir, ochocientos años antes de lo que se creía hasta ahora.
Los residuos de una bebida preparada a base de cacao fueron localizados en una vasija de cerámica encontrada durante las excavaciones realizadas en el sitio sagrado del cerro Manatí, ubicado dentro del ejido del Macayal, en el municipio de Hidalgotitlán, Veracruz, México. La vasija se localizó asociada con una gran cantidad de objetos suntuosos entre los que destacan: hachas labradas en piedra verde, jadeíta, pelotas de hule, mazos de madera y varias estacas con la punta quemada, así como semillas de jobo, coyol, nanche, calabaza, huesos de tortuga y venado de cola blanca.
Este contexto llevó a los investigadores a deducir que posiblemente la vasija datada mediante carbono 14 en 1750 a. C., de paredes cilíndricas ligeramente divergentes, con el fondo plano y engobe de color rojo en la parte inferior del cuerpo y manchas negras, fue creada para contener bebidas como la ‘chicha’ (cerveza de maíz), chocolate o atole, preparaciones consumidas exclusivamente por los jerarcas o gente de alto prestigio social.
La evidencia de cacao en esta vasija localizada en la costa del golfo de México, indica que el uso de la bebida precede a las evidencias encontradas en las áreas mayas de Belice y en Puerto Escondido, Honduras.[cita requerida]
Los mayas, en torno al siglo X a. C., casi simultáneamente con los olmecas, se habían establecido en una extensa región al sur del México actual, que se extiende desde la península del Yucatán en América Central a lo largo de región de Chiapas, Tabasco y la costa de Guatemala en el Pacífico. Los mayas llamaban al árbol del cacao ka'kaw: frase relacionada con el fuego (kakh) escondido en sus almendras, y al Chocolate le llamaban Chocolhaa o agua (haa) amarga (Chocol). El cacao simboliza para los mayas vigor físico y longevidad. La palabra nahuatl cacahuaxochitl se refiere a la flor (xochitl) del árbol de cacao.
Los mayas crearon un brebaje amargo el Chocolha hecho de semillas de cacao que consumían exclusivamente los reyes y los nobles y también usado para dar solemnidad a determinados rituales sagrados. En sus libros, los mayas describen diversas formas de elaborar y perfumar la bebida: más líquido o más espeso, con más o menos espuma, con aditamentos como la miel, llamada por ellos hikoth, el maíz o Ixim, el chile picante, etc.
El chocolate se usaba con fines terapéuticos. Los médicos mayas prescribían el consumo de cacao tanto como estimulante como por sus efectos calmantes. Los guerreros lo consumían como una bebida reconstituyente, y la manteca de cacao era usada como ungüento para curar heridas. Era también usado como moneda.
Más tarde, los mayas lo llevan hacia el norte, a las tierras que ocupaban los toltecas, el pueblo que precedió a los aztecas en la historia de Mesoamérica.
El dominio azteca supuso, pues, la sumisión de los toltecas, los olmecas y todos los pueblos que constituyeron el inmenso imperio de los adoradores del Sol y de la Serpiente Emplumada, o Quetzalcóatl, Kukulkán para los mayas, el dios fundador de la estirpe y de la cultura precolombina. Era precisamente a Quetzalcóatl a quien los aztecas hacían remontar el primer origen del cacao, regalo divino para aliviar su cansancio y deleitar el reposo. Los aztecas prescribieron también una poción a base de cacao mezclado con el polvo de los huesos machacados de sus antepasados para curar la diarrea.
Un mito azteca dice que fue Quetzalcóatl quien trajo consigo las semillas de cacao, las regaló al pueblo para que disfrutaran del manjar que los mismos hijos del sol apreciaban. 

«Es un fruto, como de almendras, que venden molida y tiénenla en tanto que se trata por moneda en toda la tierra y con ella se compran todas las cosas necesarias.»
Hernán Cortés a Carlos I de España

El cacao es un ingrediente fundamental para la elaboración del chocolate y antes de la conquista solo se conocía en el territorio mexicano, es decir, es un producto prehispánico. Culturas como los olmecas, mayas y aztecas lo utilizaban. Este se consumía en las partes del centro y sur de la república mexicana.
Al principio, era consumido solo por los Sacerdotes y se utilizaba en ritos especiales. Se preparaba en forma de bebida, debía ser blando y espumoso, bermejo, colorado y puro, preparándose sin mucha masa, se le agregaban algunas especias como la vainilla, el chile de árbol y un poco de miel de abeja para endulzarlo.
No obstante, la bebida de cacao que Cortés había tomado en copas de oro durante los banquetes organizados en su honor por Moctezuma II era muy diferente a lo que hoy estamos acostumbrados.
El xocolatl, que así era como se llamaba, era una agua amarga. Los aztecas mezclaban chile con las semillas del cacao tostadas y molidas, y añadían harina de maíz como emulsionante básico para absorber la manteca de cacao. La espuma era una de las partes más importantes y deliciosas de la bebida. Los mayas hacían que la bebida fuera aún más espumosa vertiéndola desde un recipiente elevado a otro que estaba en el suelo. Más tarde, los aztecas inventaron una especie de molinillo para provocar la aparición de la espuma.
Los granos de cacao fueron exportados por primera vez a Europa gracias a Hernán Cortés en 1528, aunque el primer cargamento comercial de cacao llegó a España en 1585.

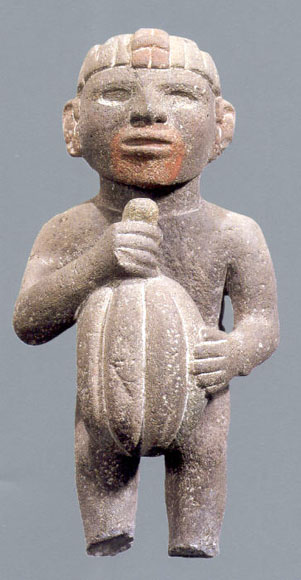
Escultura mexicana de un hombre sosteniendo un fruto del árbol del cacao

### La leyenda
De acuerdo con la mitología maya, Kukulkán le dio el cacao a los mayas después de la creación de la humanidad, hecha de maíz (Ixim) por la diosa Xmucané (Bogin 1997, Coe 1996, Montejo 1999, Tedlock 1985). Los mayas celebraban un festival anual en abril, para honrar al dios del cacao, Ek Chuah, un evento que incluía sacrificios de perros y otros animales con marcas pintadas de chocolate; ofrendas de cacao; plumas, incienso e intercambios de regalos.
Los aztecas adaptaron la misma leyenda así: El dios Quetzalcóatl (representado por los mortales como 'la serpiente emplumada') bajó de los cielos para transmitir sabiduría a los hombres y les trajo un regalo: la planta del cacao. Al parecer, los otros dioses no le perdonaron que diera a conocer un alimento divino y se vengaron desterrándolo: fue expulsado de sus tierras por el dios Txktlpohk. Otra versión cuenta que Quetzalcóatl era un dios bondadoso que estaba enfrentado a Tezcatlipoca, el dios cruel; este pudo más que él y lo condenó al destierro. Sea como sea la historia, lo cierto es que antes de marcharse prometió volver por donde sale el sol en el año ce-acatl, según el calendario azteca, lo que luego se asoció con la llegada de Hernán Cortés.

### Los ritos
Más allá de leyendas, el cacao tenía una función esencial en los ritos religiosos: ya los mayas creían que la bebida que se conseguía tostando y machacando los frutos les alimentaría después de la muerte. Se celebraban rituales religiosos en diferentes fases del cultivo del cacao. Se celebraba una fiesta de la siembra en honor de sus dioses donde sacrificaban a un perro al que habían pintado una mancha de color cacao sobre la piel. Otra práctica habitual obligaba a los plantadores a mantenerse célibes durante trece noches. Al llegar a la decimocuarta, podían yacer con sus esposas y luego proceder a la siembra del cacao. Otra ceremonia consistía en colocar las semillas en unos pequeños cuencos antes de efectuar unos rituales secretos en presencia de un ídolo. Luego se extraía sangre de diferentes partes del cuerpo de una víctima humana para ungir al ídolo. Otra práctica era regar la tierra que tenía que ser sembrada con la sangre del sacrificio de unas aves; etc.
El cacao era utilizado en muchas ocasiones para llevar a cabo rituales como matrimonios y bautizos. Algo parecido a lo que actualmente se tiene conceptualizado en el fenómeno social conocido como bautizo, se realizaba como rito de iniciación en la cultura maya, de tal manera que el sacerdote inclinaba los pies, manos y rostro de los infantes dentro de un recipiente con agua de cacao.
En cuanto a los aztecas, sabían que una taza de xocolatl eliminaba el cansancio y estimulaba las capacidades psíquicas y mentales. Para los aztecas el xocolatl era una fuente de sabiduría espiritual, energía corporal y potencia sexual. Era muy apreciado como producto afrodisíaco y era una de las bebidas favoritas en las ceremonias nupciales. Era una bebida reservada a la élite y se denominaba también oro líquido, pues los granos de cacao se usaban como moneda. Así, con cuatro granos se podía comprar un conejo; con diez la compañía de una dama, y con cien un esclavo. Los aztecas se adornaban la cara con chocolate en sus ceremonias religiosas.
Al ver que los granos de cacao se usaban como moneda y que los aztecas atribuían a la bebida de cacao virtudes reconstituyentes y afrodisíacas, Hernán Cortés decidió explotarlo comercialmente creando plantaciones en México. Después los españoles siguieron desarrollando cultivos en Venezuela, Trinidad y Haití, e incluso en una isla de África occidental. Desde esa isla, el cultivo del cacao se extendió a Ghana en 1879.

## Nutrición y beneficios a la salud
Los granos de cacao contienen:
- 54% manteca de cacao
- 11,5% proteínas
- 9% celulosa
- 7,5% almidón y pentosanos
- 6% taninos
- 5% agua
- 2,6% oligoelementos y sales
- 2% ácidos orgánicos y esencias
- 1,2% teobromina
- 1% azúcares
- 0,2% cafeína

El cacao contiene además muchas sustancias importantes (se estima unas 300) como la anandamida, arginina, dopamina (neurotransmisor), epicatequina (antioxidante), histamina, magnesio, serotonina (neurotransmisor), triptófano (esencial para suscitar la liberación del neurotransmisor serotonina), feniletilamina (FEA), polifenoles (antioxidantes), tiramina, salsolinol y flavonoides. Su efecto estimulante se debe a la teobromina que produce un aumento del nivel de serotonina y dopamina. Productos a base de cacao que contienen azúcar pueden intensificar más el efecto estimulante a través del mayor aumento del nivel de serotonina y dopamina. La concentración de feniletilamina no estimula por ser eliminada rápidamente por el organismo. También la dosis de dopamina contenida es demasiado baja como causar efectos estimulantes directos. Cabe señalar que la teobromina puede ser tóxica para perros y gatos.
El descubrimiento de la epicatequina (polifenol) en el cacao causó sensación por sus propiedades benéficas para la salud. De acuerdo al profesor Norman Hollenberg de la Escuela de Medicina de Harvard que realizó un estudio al respecto, la epicatequina podría reducir el riesgo de las cuatro enfermedades más comunes de los países occidentales (derrame cerebral, ataque cardíaco, cáncer y diabetes) a menos del 10%. Él investigó los efectos de la epicatequina en personas mayores provenientes de distintas culturas, entre ellas cientos de gunas, en los últimos 15 años. Hollenberg señala que su interés fue despertado por los kuna que no sufren de presión arterial alta. La comarca indígena autónoma Guna Yala (antes "San Blas") está ubicada en la costa este del Caribe panameño. Hollenberg comparó las causas de muerte de los certificados de defunción de los kunas que consumen toda su vida mucho cacao con los de los otros panameños durante un período de cuatro años (2000-2004). En la comunidad científica existen opiniones divergentes sobre el tema. A pesar de que la correlación entre enfermedad o la buena salud y el consumo de cacao rico en flavonoles es evidente estadísticamente, se la debe analizar críticamente y considerar otros factores de vida en los grupos estudiados. Investigaciones en curso podrán establecer conclusiones definitivas sobre el tema.

## Propiedades
El cocimiento de semillas y hojas se usa para tratar asma, debilidad, diarrea, fracturas, hijillo, inapetencia, malaria, parasitismo, pulmonía, tos, cólico y envenenamiento.
El aceite de semilla se usa para tratar heridas, erupciones, quemaduras, labio rajado, afecciones dérmicas, dolor de muela, fatiga, malaria y reumatismo. Las hojas tiernas se usan para desinfectar heridas.[cita requerida] Por otro lado, puede provocar migrañas y molestias gastrointestinales.

## Eliminación de la cáscara del cacao
Para la producción del chocolate de cualquier tipo, es necesario eliminar la cáscara de este para posteriormente fabricar el chocolate. 
Algo que se recomienda es tostar el cacao y enseguida pasarlo por vapor saturado para que así se obtenga un choque térmico y se pueda desprender fácilmente.